# Pulvinaria paranaensis
Pulvinaria paranaensis är en insektsart som beskrevs av Hempel 1928. Pulvinaria paranaensis ingår i släktet Pulvinaria och familjen skålsköldlöss. Inga underarter finns listade i Catalogue of Life.